# 帕盧馬尼山
14°43′3″S 69°14′31″W / 14.71750°S 69.24194°W

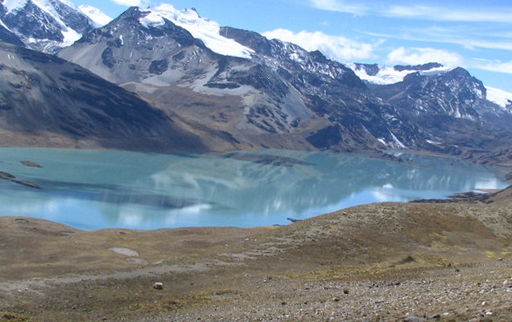

帕盧馬尼山（Palomani），是南美洲的山峰，位於玻利維亞和秘魯接壤的邊境，處於蘇切斯湖以北、喬皮奧爾科山和薩柳尤山以南、喬克尼亞科塔山以東，屬於安第斯山脈的一部分，海拔高度5,900米。